# Yassine El Ghanassy
Yassine El Ghanassy (La Louvière, 12 juli 1990) is een Belgische voetballer. El Ghanassy debuteerde in 2011 in het Belgisch voetbalelftal.

## Carrière

### Jeugd
El Ghanassy is de zoon van gewezen voetballer Hajjaj El Ghanassy. Hij begon op vijfjarige leeftijd met voetballen bij het Henegouwse CS Fayt-Manage. In zijn vrije tijd schaafde hij zijn techniek bij als straatvoetballer. Na enkele jaren maakte El Ghanassy de overstap naar de jeugdreeksen van La Louvière, waar hij zich al snel in de belangstelling speelde. Op zijn zestiende trok hij twee maanden naar het Engelse Birmingham City FC. Hij legde er met succes testen af, en scoorde zelfs twee keer in een oefenwedstrijd tegen Coventry City, maar een transfer kwam er niet. La Louvière vroeg een te hoog bedrag voor de jonge dribbelaar.

### La Louvière
In 2008 maakte El Ghanassy zijn debuut in het eerste elftal van La Louvière. De club was toen afgezakt naar Derde Klasse en stond op het punt te fusioneren met RACS Couillet. De Marokkaanse Belg kreeg een handvol speelkansen, maar vertrok niet veel later naar KAA Gent.

### KAA Gent
Hoewel hij aanvankelijk als jeugdspeler werd binnengehaald, mocht hij toch enkele keren proeven van de Jupiler Pro League. Door zijn creativiteit en werklust werd hij al in het seizoen 2008/09 bestempeld als de opvolger van Bryan Ruiz, die in de zomer van 2009 naar FC Twente zou verhuizen. Door zijn speelstijl werd El Ghanassy ook regelmatig vergeleken met zijn landgenoot en voorganger bij KAA Gent, Mbark Boussoufa. De twee zijn buiten het voetbal goede vrienden.
El Ghanassy viel vooral op als aangever, maar scoorde zelf nooit. Pas in de playoffs van 2009/10 tegen Zulte Waregem maakte hij zijn eerste doelpunt. Sindsdien komt de Marokkaanse Belg makkelijker aan scoren toe. Zo maakte hij een doelpunt in de Europese wedstrijd van AA Gent tegen het Wit-Russische FC Naftan Novopolotsk. Het was de enige treffer van de partij waardoor Gent zich plaatste voor de derde voorronde van de Europa League.
Het seizoen 2010/11 werd het seizoen van de doorbraak voor El Ghanassy. Deze keer begon hij als titularis aan het seizoen en scoorde hij al op speeldag 4 tegen Charleroi. Omdat El Ghanassy regelmatig voor doelpunten en assists zorgde, werd hij ook voor het eerst opgeroepen voor de Rode Duivels.
Ondertussen kon El Ghanassy ook rekenen op interesse van verscheidene Europese topclubs als AC Milan, Everton FC, Celtic FC en Olympique Lyon. Ook Manchester City en RSC Anderlecht waren geïnteresseerd in El Ghanassy. De Marokkaanse Belg gaf toe dat de interesse van Anderlecht hem flatteerde. In de zomer van 2011 stuurde hij aan op een vertrek bij AA Gent.
In de zomer van 2012 stond El Ghanassy op punt te vertrekken naar Al Shabab, waar hij herenigd zou worden met Michel Preud'homme. Uiteindelijk werd hij voor het seizoen 2012/13 uitgeleend aan de Engelse club West Bromwich Albion.

#### Verhuur aan West Bromwich Albion
Op 11 juli 2012 bevestigde West Bromwich Albion dat Yassine El Ghanassy op huurbasis bij hen kwam spelen voor één seizoen, met de optie om daarna een contract te tekenen. Hij stond ook in de belangstelling van Al-Shabab. Op 25 juli 2012 maakte hij zijn debuut voor de Engelse club. Hij viel in tegen FC Kopenhagen.
El Ghanassy scoorde zijn eerste goal voor WBA tegen Yeovil in de League Cup op 28 augustus 2012.

### sc Heerenveen
Op 30 januari 2013 raakte bekend dat El Ghanassy de overstap maakt naar het Nederlandse sc Heerenveen. Na slechts drie wedstrijden op het hoogste niveau in Engeland moest hij daar proberen zijn carrière en sc Heerenveen weer op de rails te krijgen. In de zomer van 2013 keerde hij terug bij KAA Gent.

### Al Ain
Vanaf eind januari 2014 verhuurde KAA Gent hem voor de rest van het seizoen aan Al Ain FC in de Verenigde Arabische Emiraten. Vanaf september 2014 zat hij zonder club, nadat hij zelf zijn contract liet ontbinden bij KAA Gent.

### Stabæk
In maart 2015 tekende hij bij Stabæk in Noorwegen.

### KV Oostende
In januari 2016 keerde El Ghanassy terug naar België. Hij tekende een contract voor twee seizoenen bij KV Oostende.

### FC Nantes
Tijdens zijn periode bij FC Nantes werd El Ghanassy voor de vijftiende keer aangehouden en veroordeeld tot een half jaar gevangenisstraf voor te hard rijden. Hij had op dat moment al een rijverbod. Behalve een celstraf kreeg hij een boete van 6.150 euro boete en nogmaals een rijverbod van twee jaar. In augustus 2018 ging hij naar Al-Raed in Saoedi-Arabië.

## Clubstatistieken
| Seizoen     | Club                   | Competitie       | Competitie | Competitie | Competitie | Beker | Beker | Beker | Internationaal | Internationaal | Internationaal | Totaal | Totaal | Totaal |
| Seizoen     | Club                   | Competitie       | Wed.       | Dlp.       | Ass.       | Wed.  | Dlp.  | Ass.  | Wed.           | Dlp.           | Ass.           | Wed.   | Dlp.   | Ass.   |
| ----------- | ---------------------- | ---------------- | ---------- | ---------- | ---------- | ----- | ----- | ----- | -------------- | -------------- | -------------- | ------ | ------ | ------ |
| 2008/09     | KAA Gent               | Eerste klasse    | 11         | 0          | 2          | 3     | 0     | 0     | —              | —              | —              | 14     | 0      | 2      |
| 2009/10     | KAA Gent               | Eerste klasse    | 35         | 2          | 4          | 6     | 0     | 1     | 2              | 1              | 0              | 43     | 3      | 5      |
| 2010/11     | KAA Gent               | Eerste klasse    | 39         | 6          | 14         | 6     | 1     | 0     | 10             | 0              | 2              | 55     | 7      | 16     |
| 2011/12     | KAA Gent               | Eerste klasse    | 33         | 5          | 6          | 4     | 2     | 1     | —              | —              | —              | 37     | 7      | 7      |
| Club Totaal | Club Totaal            | Club Totaal      | 118        | 13         | 26         | 19    | 3     | 2     | 12             | 1              | 2              | 149    | 17     | 30     |
| 2012/13     | → West Bromwich Albion | Premier League   | 0          | 0          | 0          | 3     | 1     | 0     | —              | —              | —              | 3      | 1      | 0      |
| Club Totaal | Club Totaal            | Club Totaal      | 0          | 0          | 0          | 3     | 1     | 0     | 0              | 0              | 0              | 3      | 1      | 0      |
| 2012/13     | → sc Heerenveen        | Eredivisie       | 14         | 5          | 3          | 0     | 0     | 0     | —              | —              | —              | 14     | 5      | 3      |
| Club Totaal | Club Totaal            | Club Totaal      | 14         | 5          | 3          | 0     | 0     | 0     | 0              | 0              | 0              | 14     | 5      | 3      |
| 2013/14     | KAA Gent               | Eerste klasse    | 21         | 5          | 2          | 3     | 0     | 0     | —              | —              | —              | 24     | 5      | 2      |
| Club Totaal | Club Totaal            | Club Totaal      | 139        | 18         | 28         | 22    | 3     | 2     | 12             | 1              | 2              | 173    | 22     | 32     |
| 2013/14     | → Al Ain FC            | VAE Liga         | 11         | 1          | 4          | 0     | 0     | 0     | 7              | 0              | 0              | 18     | 1      | 4      |
| Club Totaal | Club Totaal            | Club Totaal      | 11         | 1          | 4          | 0     | 0     | 0     | 7              | 0              | 0              | 18     | 1      | 4      |
| 2015        | Stabæk Fotball         | Tippeligaen      | 26         | 3          | 14         | 4     | 0     | 1     | —              | —              | —              | 30     | 3      | 15     |
| Club Totaal | Club Totaal            | Club Totaal      | 26         | 3          | 14         | 4     | 0     | 1     | 0              | 0              | 0              | 30     | 3      | 15     |
| 2015/16     | KV Oostende            | Eerste klasse    | 15         | 5          | 3          | 0     | 0     | 0     | —              | —              | —              | 15     | 5      | 3      |
| 2016/17     | KV Oostende            | Eerste klasse    | 36         | 4          | 7          | 5     | 0     | 0     | —              | —              | —              | 41     | 4      | 7      |
| 2017/18     | KV Oostende            | Eerste klasse    | 3          | 0          | 0          | 0     | 0     | 0     | 1              | 0              | 0              | 4      | 0      | 0      |
| Club Totaal | Club Totaal            | Club Totaal      | 54         | 9          | 10         | 5     | 0     | 0     | 1              | 0              | 0              | 60     | 9      | 10     |
| 2017/18     | FC Nantes              | Ligue 1          | 20         | 0          | 0          | 2     | 0     | 0     | —              | —              | —              | 22     | 0      | 0      |
| Club Totaal | Club Totaal            | Club Totaal      | 20         | 0          | 0          | 2     | 0     | 0     | 0              | 0              | 0              | 22     | 0      | 0      |
| 2018/19     | → Al-Raed              | Saudi Pro League | 16         | 1          | 0          | 2     | 0     | 0     | —              | —              | —              | 18     | 1      | 0      |
| Club Totaal | Club Totaal            | Club Totaal      | 16         | 1          | 0          | 2     | 0     | 0     | 0              | 0              | 0              | 18     | 1      | 0      |
| 2020/21     | Ujpest FC              | NB I.            | 1          | 0          | 0          | 0     | 0     | 0     | —              | —              | —              | 1      | 0      | 0      |
| Club Totaal | Club Totaal            | Club Totaal      | 1          | 0          | 0          | 0     | 0     | 0     | 0              | 0              | 0              | 1      | 0      | 0      |
| 2021/22     | APS Zakynthos          | Super League 2   | 10         | 1          | 1          | 0     | 0     | 0     | —              | —              | —              | 10     | 1      | 1      |
| Club Totaal | Club Totaal            | Club Totaal      | 10         | 1          | 1          | 0     | 0     | 0     | 0              | 0              | 0              | 10     | 1      | 1      |
| TOTAAL      | TOTAAL                 | TOTAAL           | 291        | 38         | 60         | 38    | 4     | 3     | 20             | 1              | 2              | 349    | 43     | 65     |

## Internationaal
Doordat El Ghanassy de dubbele Belgisch-Marokkaanse nationaliteit bezit, kon hij voor beide landen uitkomen. Hij speelde reeds jeugdinterlands voor België én Marokko.
El Ghanassy werd door bondscoach Georges Leekens opgeroepen voor de nationale ploeg van België om op 8 oktober 2010 zijn eerste match als international af te werken. Hij stemde in en koos hierdoor voor de Rode Duivels. Op 9 februari 2011 maakte hij zijn debuut in de vriendschappelijke interland tegen Finland. El Ghanassy mocht na 82 minuten Eden Hazard vervangen. Op 10 augustus 2011 startte hij als basisspeler in de vriendschappelijke oefeninterland tegen Slovenië waarin hij na 86 minuten werd gewisseld.

## Interlands
| Interlands van Yassine El Ghanassy voor België | Interlands van Yassine El Ghanassy voor België | Interlands van Yassine El Ghanassy voor België | Interlands van Yassine El Ghanassy voor België | Interlands van Yassine El Ghanassy voor België | Interlands van Yassine El Ghanassy voor België |
| No.                                            | Datum                                          | Wedstrijd                                      | Uitslag                                        | Soort Wedstrijd                                | Doelpunten                                     |
| Als speler bij KAA Gent                        | Als speler bij KAA Gent                        | Als speler bij KAA Gent                        | Als speler bij KAA Gent                        | Als speler bij KAA Gent                        | Als speler bij KAA Gent                        |
| ---------------------------------------------- | ---------------------------------------------- | ---------------------------------------------- | ---------------------------------------------- | ---------------------------------------------- | ---------------------------------------------- |
| 1.                                             | 9 februari 2011                                | België – Finland                               | 1 – 1                                          | Vriendschappelijk                              | -                                              |
| 2.                                             | 10 augustus 2011                               | Slovenië – België                              | 0 – 0                                          | Vriendschappelijk                              | -                                              |
| Totaal                                         | Totaal                                         | Totaal                                         | Totaal                                         | Totaal                                         | 0                                              |

Bijgewerkt t/m 10 augustus 2011